# Liste der Monuments historiques in Montfey
Die Liste der Monuments historiques in Montfey führt die Monuments historiques in der französischen Gemeinde Montfey auf.

## Liste der Objekte
| Bezeichnung                  | Beschreibung                                                         | Standort                      | Kennzeichnung | Schutzstatus | Datum | Bild |
| ---------------------------- | -------------------------------------------------------------------- | ----------------------------- | ------------- | ------------ | ----- | ---- |
| Skulptur Johannes der Täufer | Kalkstein, farbig gefasst, um 1518                                   | in der Kirche St-Léger (Lage) | PM10001252    | Classé       | 1908  |      |
| Weihwasserbecken (1)         | Kalkstein, Ende des 16. Jahrhunderts                                 | in der Kirche St-Léger (Lage) | PM10001256    | Classé       | 1980  |      |
| Neun Kirchenfenster          | aus dem 16. Jahrhundert                                              | in der Kirche St-Léger (Lage) | PM10001254    | Classé       | 1908  |      |
| Skulptur Madonna mit Kind    | Kalkstein, farbig gefasst, um 1518                                   | in der Kirche St-Léger (Lage) | PM10001253    | Classé       | 1908  |      |
| Weihwasserbecken (2)         | Gusseisen, 16. Jahrhundert; in der Kirche St-Loup in Auxon deponiert | in der Kirche St-Léger (Lage) | PM10001255    | Classé       | 1913  |      |
| Glocke                       | Bronze, um 1600 gegossen                                             | in der Kirche St-Léger (Lage) | PM10002995    | Classé       | 1913  |      |